# Monteagudo de las Vicarías
Monteagudo de las Vicarías – gmina w Hiszpanii, w prowincji Soria, w Kastylii i León, o powierzchni 97,04 km². W 2011 roku gmina liczyła 246 mieszkańców.